# Erzincan
Erzincan (en kurde Ezirgan, en zazaki Erzıngan, en arménien Երզնկա, Erznka) est une ville de Turquie, préfecture de la province du même nom bâtie sur le fleuve Euphrate.
La population y est de 213 538 habitants en 2007.

## Histoire
Parfois considérée comme le principal foyer des Arméniens, Erzincan est l'ancienne « Erza », connue dans l'Antiquité pour avoir été le sanctuaire principal de la déesse Anahit dans l'ancien royaume d'Arménie. La probable acropole avec des traces de constructions est visible en vues aériennes. C'est dans ce sanctuaire que saint Grégoire refusa de faire offrande à la déesse païenne, alors que le roi Tiridate IV l'y invitait.
Après la victoire des Seldjoukides à la bataille de Manzikert en 1071 Erzincan devient la possession des beys Mengüjekides puis en 1228 celle des Seldjoukides de Roum.
Durant le Moyen Âge, de nombreuses populations zazas alévies s'installèrent dans la région.
Le sultan de Roum Kay Khusraw est sévèrement battu par le général mongol Baïdju à la bataille de Köse Dağ (26 juin 1243). La ville d'Erzincan est alors pillée. Elle connaît ensuite une période de semi-indépendance sous l'autorité de princes arméniens.
Alors que l'armée russe gagne en 1828 par le traité de Turkmantchaï les khanats d'Erivan et de Nakhitchevan, le front s'ouvre aussi à l'ouest du côté ottoman. Les Arméniens trahissent  les Turcs et les Kurdes accueillent très favorablement l'approche des troupes du Tsar. Mais elles s'arrêtent aux portes d'Erzincan qui ne sera pas occupée, à l'instar de Van, Bitlis et Mouch.

## Génocide arménien et rébellion kurde
En 1915, durant le génocide arménien, les colonnes de déportés arméniens étaient brutalisées ou massacrées par des cavaliers kurdes à la solde du gouvernement jeune-turc. Sur le chemin de la déportation, certaines femmes étaient vendues comme esclaves dans les bourgs traversés, puis les colonnes reprenaient la route, les faibles étant laissés pour mort ou achevés sur place. Le lieu-dit Kémagh-Boghaz, sur les bords de l'Euphrate, un peu en aval de la ville, a été le théâtre du massacre quasi systématique de ces convois.
En 1920-1921, lors de la Révolte des tribus kurdes alévies du koçgiri (Zara, Imranli, Divrigi, Refahiye, Kemah...) à l'instar du mouvement nationaliste de libération du Kurdistan, la province de Refahiye (Erzincan-Ouest) connut de violents affrontements opposant les populations kurdes à l'armée turque. À la suite de ces combats suivit la mise en place d'une région autonome éphémère pour les kurdes. La concrétisation de cette région autonome s'est faite lorsque l'une des principales tribus du mouvement attaqua le palais de justice de Refahiye et y hissa le drapeau du koçgiri libre.
La même année, la révolte fut violemment réprimée dans le sang par l'armée turque dirigée par le commandant Topal Osman.

## Risques naturels
Erzincan est située sur la faille nord-anatolienne, une zone sismique très active, et la ville a été touchée au cours de son histoire par plusieurs séismes majeurs : en 1471, 1667, 1782 (qui tua plus de 10 000 personnes) et en 1939 ce séisme qui frappa dans la nuit du 27 décembre et fut le plus fort de l'histoire récente de la Turquie, tua environ 33 000 personnes dans la région dont 10 000 dans la ville d'Erzincan qui fut complètement rasée. Une nouvelle ville fut construite un peu plus au nord.
Le dernier tremblement de terre important qui frappa la ville est intervenu le 13 mars 1992.

## Religion
Aujourd'hui à Erzincan vivent des turcs musulmans sunnites et  aussi des zazas Alévis.  Autrefois fortement majoritaires, ces alévis constituaient 95 % de la population de la ville. Les villages alévis étant beaucoup plus concernés par l'émigration, ces derniers ne forment plus que la moitié de la population locale.